# The Story of a Glove
The Story of a Glove è un cortometraggio muto del 1915 diretto da Sidney Drew.

## Trama
Il maritino vuole recarsi a una rimpatriata con i suoi vecchi compagni di college: la moglie, per ricordargli di non fare tardi come al solito, gli infila uno dei suoi guanti nella tasca della giacca. Lui va, si diverte e torna a casa alle ore piccole. Quando, davanti alla moglie, tira fuori dalla tasca il guanto, resta un momento senza parole, ignorando che appartenga a lei. Così, comincia ad arrampicarsi sugli specchi per inventarsi una storia plausibile per spiegare come quel guanto da donna sia finito nella sua tasca.

## Produzione
Il film fu prodotto dalla Vitagraph Company of America.

## Distribuzione
Distribuito dalla General Film Company, il film - un cortometraggio in una bobina - uscì nelle sale cinematografiche statunitensi il 26 maggio 1915. La Favorite Films ne distribuì la riedizione il 6 maggio 1918.